# 東伊里彌
東伊里彌（日語：東 伊里弥，1963年—），日本男性動畫師、製作人。東映動畫所屬。出身於東京都。妻子為配音員上村典子。代表作為《美少女戰士》系列。

## 主要提攜作品
- 劇場版 AIR（製作人）
- 金魚注意報（企劃製作）
- 勝負師傳說 哲也（企劃製作）
- 劇場版 小甜甜（企劃）
- 美少女戰士系列
  - 美少女戰士（製作人）
  - Make Up！水手戰士（企劃）
  - 劇場版 美少女戰士R（企劃）
  - 劇場版 美少女戰士S（企劃、企劃製作）
- 神風怪盗貞德（企劃、製作人）
- 動畫週刊DX！Mi-Pha-Pu（日语：アニメ週刊DX!みいファぷー）（企劃） 
  - 不可思議魔法藥店（日语：ふしぎ魔法ファンファンファーマシィー）
  - 看我這一邊！蜜子（日语：こっちむいて!みい子）
- 甜心戰士F（企劃）
- 魁!! 男塾（企劃製作）
- 魔法使莎莉 (1989年版)（企劃）
- 仙魔大戰（企劃補佐）
  - 新仙魔大戰（製作人補）
- 夠了！阿太郎 (1990年版)（日语：もーれつア太郎）（製作人）
- 數碼暴龍大冒險tri.（首席製作人）

## 外部連結
- 製作人員的話｜劇場版「AIR」公式官網 （日語）（2010年9月27日的檔案館）